# Titre de créance négociable
 (avril 2021).
La mise en forme du texte ne suit pas les recommandations de Wikipédia : il faut le « wikifier ».
Les points d'amélioration suivants sont les cas les plus fréquents. Le détail des points à revoir est peut-être précisé sur la page de discussion.
- Les titres sont pré-formatés par le logiciel. Ils ne sont ni en capitales, ni en gras.
- Le texte ne doit pas être écrit en capitales (les noms de famille non plus), ni en gras, ni en italique, ni en « petit »…
- Le gras n'est utilisé que pour surligner le titre de l'article dans l'introduction, une seule fois.
- L'italique est rarement utilisé : mots en langue étrangère, titres d'œuvres, noms de bateaux, etc.
- Les citations ne sont pas en italique mais en corps de texte normal. Elles sont entourées par des guillemets français : « et ».
- Les listes à puces sont à éviter, des paragraphes rédigés étant largement préférés. Les tableaux sont à réserver à la présentation de données structurées (résultats, etc.).
- Les appels de note de bas de page (petits chiffres en exposant, introduits par l'outil «  Source ») sont à placer entre la fin de phrase et le point final[comme ça].
- Les liens internes (vers d'autres articles de Wikipédia) sont à choisir avec parcimonie. Créez des liens vers des articles approfondissant le sujet. Les termes génériques sans rapport avec le sujet sont à éviter, ainsi que les répétitions de liens vers un même terme.
- Les liens externes sont à placer uniquement dans une section « Liens externes », à la fin de l'article. Ces liens sont à choisir avec parcimonie suivant les règles définies. Si un lien sert de source à l'article, son insertion dans le texte est à faire par les notes de bas de page.
- La présentation des références doit suivre les conventions bibliographiques. Il est recommandé d'utiliser les modèles {{Ouvrage}}, {{Chapitre}}, {{Article}}, {{Lien web}} et/ou {{Bibliographie}}. Le mode d'édition visuel peut mettre en forme automatiquement les références.
- Insérer une infobox (cadre d'informations à droite) n'est pas obligatoire pour parachever la mise en page.

Pour une aide détaillée, merci de consulter Aide:Wikification.
Si vous pensez que ces points ont été résolus, vous pouvez retirer ce bandeau et améliorer la mise en forme d'un autre article.
Un titre de créance négociable (TCN) est un instrument financier. Créé en 1985, il fait l'objet de transaction sur le marché monétaire, et revêt la forme juridique d'un billet à ordre représentatif d'un droit de créance. Il a un montant nominal élevé (supérieur à 150 000 €) et une durée de vie à l'émission comprise entre 1 jour et 1 an. Le programme d'émission doit faire l'objet d'un accord préalable de la Banque de France. Les TCN ont fait l'objet d'une réforme en 2016 dans le cadre du chantier de l’Union des marchés de capitaux engagé l’année précédente par la Commission européenne,.
Suivant la nature de l'émetteur, on distingue :
- les BTF : bon du Trésor à taux fixe. Ce sont des titres à court terme émis par le Trésor, d'une durée inférieure à 1 an à l'émission ;
- les BTAN :  Bon du Trésor à intérêts annuels. Ce sont des titres à moyen terme émis par le Trésor, d'une durée de 2 ou 5 ans à l'émission ;
- les billets de trésorerie émis par les entreprises (1 jour à 1 an) ;
- les certificats de dépôt émis par les banques (1 jour à 1 an) ;
- les BMTN, bons à moyen terme négociables, émis par les entreprises et les établissements de crédit (> 1 an) ;
- et enfin les bons des institutions financières spécialisées (BIFS), émis par certains établissements du secteur financier public ou parapublic.

La réforme introduite en mai 2016.
En ligne avec le chantier de l’Union des marchés de capitaux engagé l’an dernier par la Commission européenne, la réforme vise à favoriser une meilleure allocation des ressources et une plus grande diversification des financements. Elle permet d’offrir aux acteurs de nouvelles classes d’actifs constituant autant d’opportunités d’investissement et de financement, via l’accès à des bases d’investisseurs et d’émetteurs étendues à différents pays.
Cette réforme est transcrite dans le décret n° 2016-707 et l’arrêté du 30 mai 2016 portant réforme des titres de créances négociables.
Elle se traduit par : 
1) La fusion des titres de créances négociables d’une maturité inférieure à un an (anciens certificats de dépôts émis par les établissements de crédit, et anciens billets de trésorerie émis par les émetteurs non financiers) réunis sous la dénomination de « titres négociables à court terme » ; 
2) Une nouvelle appellation commerciale de ces titres : « Negotiable European Commercial Paper » (NEU CP prononcé « new CP ») retenue par la Place ; 
3) Un alignement de la dénomination juridique des titres à plus d’une maturité supérieure à an : « titres négociables à moyen terme » (anciennement « bons à moyen terme négociables ») ; 
4) La possibilité de rédiger la documentation financière dans une langue usuelle en matière financière, autre que le français, sans obligation de produire un résumé en français ; 
5) Un marché plus ouvert aux émetteurs internationaux grâce à un cadre élargi aux normes comptables locales des pays de l’Espace économique européen, ainsi qu’aux normes comptables et de contrôle légal des comptes (pour les émetteurs de pays-tiers) reconnues par la Commission européenne comme équivalentes aux standards européens ; 
6) Des infrastructures post-marché efficientes permettant notamment au dealer d’initier la demande des codes d’identification des transactions, dits codes ISIN (nouvel outil eNEU CP), et de bénéficier ainsi de leur génération en temps réel. Ce dispositif, complété par un règlement-livraison en monnaie banque centrale, renforce l'efficacité et la sécurité juridique des transactions ; 
7) L’élargissement de la liste des agences de notation retenues pour l’accès au marché à toutes les agences enregistrées auprès de l’Autorité Européenne des Marchés Financiers (ESMA), à certaines conditions (méthodologie, données statistiques couvrant un historique de 3 ans) ; 8) La simplification des textes réglementaires (un arrêté au lieu de quatre précédemment).